# Fonteghetto della Farina
Il Fondaco della Farina, attualmente sede della Capitaneria di Porto di Venezia, vicino a Piazza San Marco, prende il nome dal suo originario utilizzo di magazzino "fondaco" per il deposito di cereali macinati come scorte alimentari per la città di Venezia (1500 - 1700).
All'interno del fondaco era possibile a tutti la vendita di farina, mentre la stessa ne era proibita all'esterno.
Il fondaco della farina fu costruito nel 1492 per ampliarne il precedente oramai troppo piccolo.
Dipinto da vari pittori come anche il Canaletto, il fondaco della farina divenne nel 1700 anche accademia di pittura pur conservando una parte a rivendita farina.